# Distrito de Sellye
El distrito de Sellye es un distrito húngaro perteneciente al condado de Baranya.

## Localidades
El distrito está conformado por una ciudad y 37 pueblos.
Ciudades
- Sellye

Pueblos
- Adorjás
- Baksa
- Baranyahídvég
- Besence
- Bogádmindszent
- Bogdása
- Csányoszró
- Drávafok
- Drávaiványi
- Drávakeresztúr
- Drávasztára
- Felsőszentmárton
- Gilvánfa
- Hegyszentmárton
- Hirics
- Kákics
- Kemse
- Kisasszonyfa
- Kisszentmárton
- Kórós
- Lúzsok
- Magyarmecske
- Magyartelek
- Markóc
- Marócsa
- Nagycsány
- Okorág
- Ózdfalu
- Páprád
- Piskó
- Sámod
- Sósvertike
- Tengeri
- Téseny
- Vajszló
- Vejti
- Zaláta